# Madonna del Prato
Madonna del Prato és una pintura de l'artista renaixentista italià Raffaello Sanzio, que data de 1505-1506. Està realitzada al tremp i a l'oli sobre fusta amb unes dimensions de 113 centímetres d'alt i 88 cm d'ample. Es conserva en el Museu Kunsthistorisches de Viena, Àustria.
Sobre l'orla del vestit de la Verge consta la data: 1506. Rafael la va realitzar per a la capella dels Novicios de Sant Marco. És una de les Verges amb el Nen Jesús i sant Juanito, en un paisatge obert, realitzades per Rafael en els seus anys florentins. En aquesta època Rafael va poder estudiar de prop l'obra de Michelangelo Buonarroti i de Leonardo da Vinci. L'escena de la Verge amb Nen acompanyats per sant Juanito va ser molt freqüent en la pintura italiana del segle XV. La tipologia de Verge que va desenvolupar Rafael en aquests quadres va tenir posteriorment molt èxit.
La composició està molt estudiada. Les figures formen un triangle isòsceles, la cúspide del qual ocupa el cap de la Verge. És característic de Rafael el vestit intensament vermell de la Verge, així com l'escot en rodó. Els dos nens estan en la part inferior, una mica desplaçats cap a l'esquerra, la qual cosa ve compensat per l'extensió del peu de la Verge cap a la dreta. El petit sant Juan s'agenolla, sostenint el bastó crucífero; el Nen, dempeus, ho agafa.
Aquesta composició piramidal posa de manifest la influència leonardesca, en particular de l'obra La Mare de Déu i l'Infant amb santa Anna. Altres trets típicament leonardescos són la cara de la Verge, l'esfumat que s'aprecia, per exemple, en l'esquena del Nen Jesús, i el paisatge del fons, de tons azulados i brumosos. Hi ha, no obstant això, alguns elements que marquen ja una distància respecte a l'obra de Leonardo, com el valor de la línia de contorn.